# 多摩咖啡館

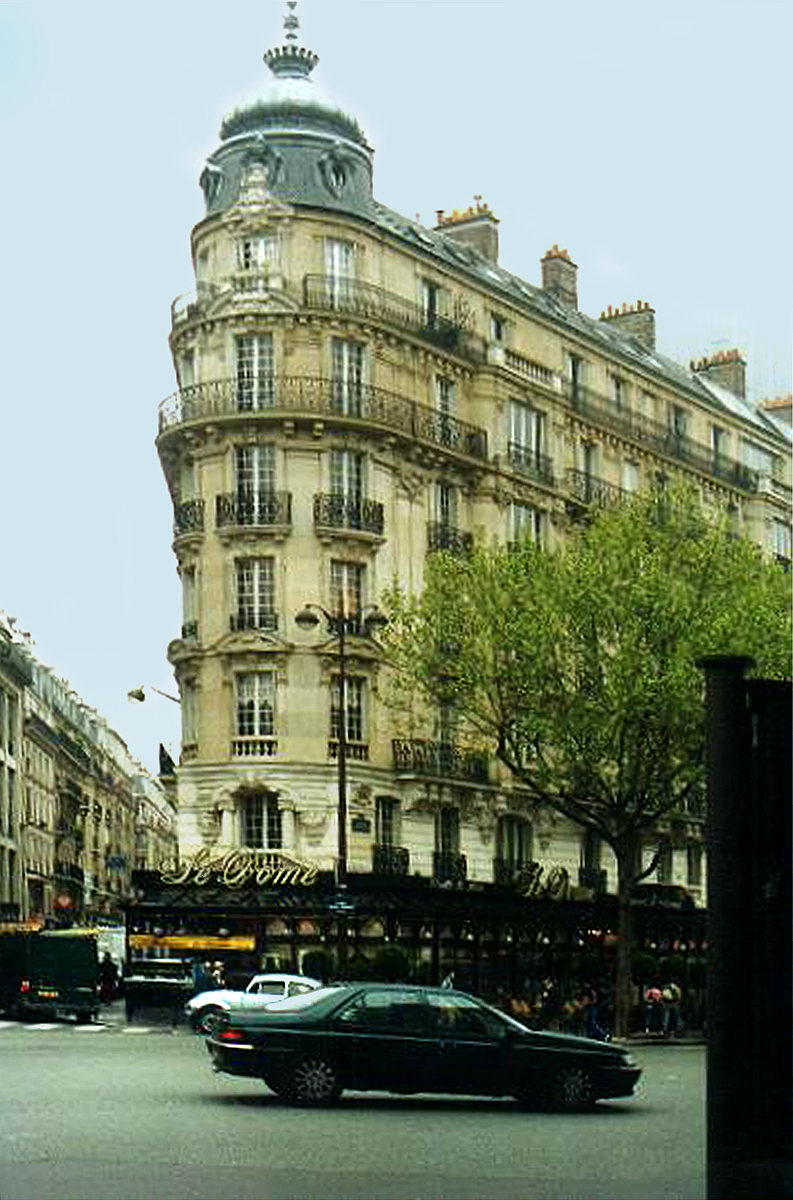

多摩咖啡館（法語：Le Dôme Café）是位於法國首都巴黎蒙帕纳斯大道108号的一家餐廳，也是蒙帕納斯地區歷史最古老的咖啡廳。自1900年代開始，這裡就是知識分子聚集地。

## 外部連結
维基共享资源上的相關多媒體資源：多摩咖啡館
48°50′31″N 2°19′45″E / 48.8419°N 2.3291°E